# 四川北路
四川北路，位于中國上海市虹口区中部的一条南北向四车道马路，总长3.7公里。该路由上海公共租界工部局于1870年代至1900年代修筑，因马路最南端通过四川路桥连接四川路，故而得名。道路北至鲁迅公园，自筑成后成为苏州河以北主要的商业街区。

## 历史

### 筑路
1848年，上海美租界建立，现在该路最南部当时便属于美租界境内。1870年前后，上海万国商团为进行武装训练，即在美租界最北边界，今武进路东段建立专用靶子场。适逢工部局于四川路北端建成跨苏州河桥梁一座，为方便万国商团训练。上海工部局自四川路桥北堍开始修一马路通往万国商团靶场，因其为四川路在苏州河北的延长道路，故而命名为北四川路。
1895年，原靶场不敷使用，公共租界自宝山县购入土地兴建靶子场。同时越上海县境，自原北四川路续修道路直抵宝山县境的新靶场。而原靶场改筑成马路，并命名为老靶子路。新修的道路被命名为新靶子路，但不久旋即并入北四川路。由于1899年后，公共租界再未扩张，因此新筑路段始终属于公共租界越界筑路地区。而原路段则属于租界内道路。

### 发展

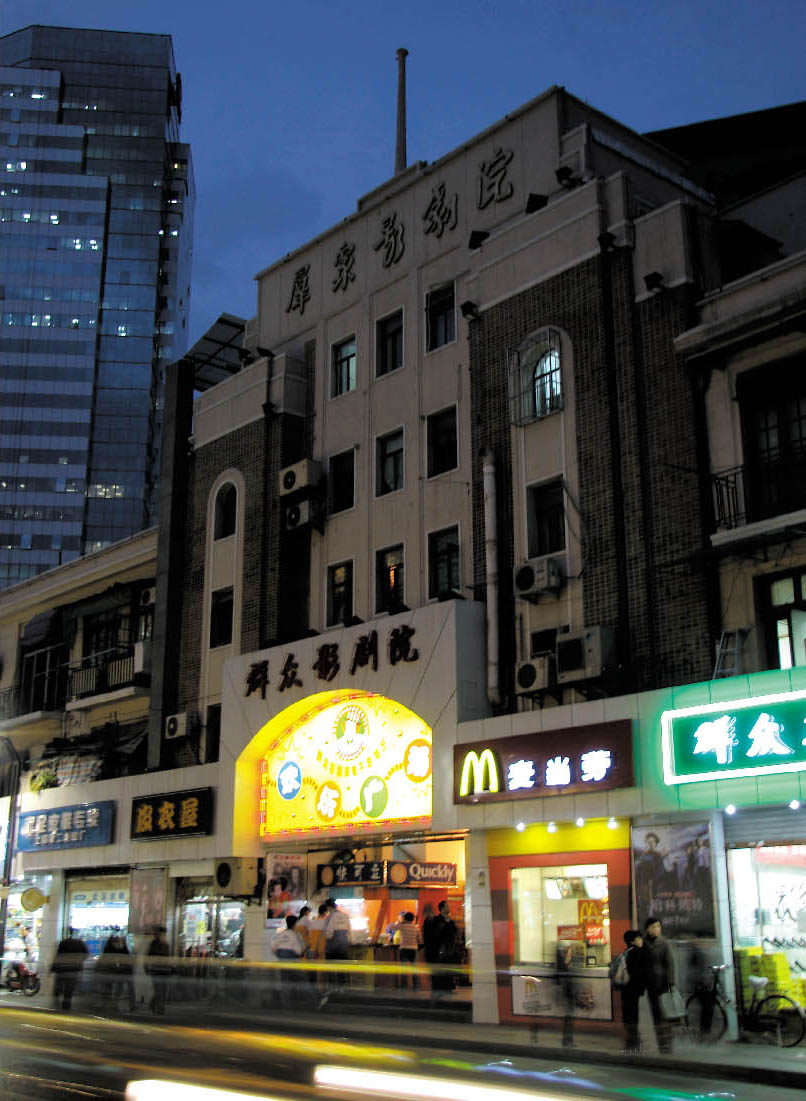
四川北路上的群众影剧院，現已關閉

北四川路初筑时期，粤籍居民开始在虹口地区居住发展，北四川路与相交的武昌路、海宁路成为粤籍市民的主要聚居区，北四川路的商业也开始得到发展。1894年以后，日本势力也开始进入上海，并聚集于北四川路新筑路段。1907年，旅沪日侨居民团在北四川路建立日本人小学。1922年，日本海军陆战队司令部更是设立于北四川路北端。
1920年代至1930年代，北四川路因临近上海北站，加之居民的涌入，商业也得到极大发展。叶大昌食品店、雷允上药店北号、新亚大酒店等知名商号开业，北四川路成为沪上知名的商业街区。同时这一街区的文化艺术也极为发达，北部与多伦路相交汇的地区居住着大批知名作家和文人，同时以广舞台，即群众影剧院为首的电影、戏院分布于马路两侧及周围。1945年12月1日，上海市立实验戏剧学校也在北四川路横浜桥北侧，今上海市虹口区教育学院实验中学校址成立，直至1956年更名为上海戏剧学院后迁出。
由于北四川路属于租界北部和越界筑路区域，因此成为五方杂处地区。这一地区的特殊政治制度和情况除带来商业文化的发展外，也成为政治团体较为活跃的地区。秋瑾曾在北四川路厚德里91号创办《中国女报》。1911年7月31日，中国同盟会中部总会即在北四川路上的湖北公学召开成立大会。1925年1月，中国共产党四大即在四川北路东宝兴路处的石库门内召开。鲁迅、茅盾等为首的左翼作家联盟活跃于北四川路多伦路一带。鲁迅的作品《且介亭杂文》的标题，且介两字便是源于自己居住的北四川路越界筑路的半租界状态。1946年，北四川路更名为四川北路。
北四川路沿线历史上曾是广学会（1887年到1932年）、美华书馆（1902年到1931年）等基督教机构的集中地。抗战以前，北四川路沿线曾是上海基督教堂分布最密集的街道之一；由于战争原因，怀恩堂等教堂迁往西区；1598号的宣道会守真堂和1802弄1号专为广东籍基督徒服务的富吉堂一直使用到1958年献堂献庙运动时，此后改作他用，内部或外观有所改动。

### 高峰
作为上海三大商业街之一，四川北路进入1990年代以后，进行了数次大规模改造。为了与徐家汇等新兴商业中心竞争，虹口区政府引入了东宝百货、巴黎春天等一系列大型购物中心。四川北路的零售销售额随之大幅增长。1995年起，虹口区和市旅游委每年举办四川北路欢乐节。1997年元旦，四川北路广告语“上海四川路，中华名品街”问世。经过虹口区政府连年举办动漫节、品酒节等各类活动，至2007年，四川北路沿线社会消费品零售额达到50亿元，比2006年增长10%。

### 衰退
进入2010年代，四川北路商业街开始出现衰退。早在2010年就有研究指出，四川北路商业街的批发零售业比重过大，且缺乏中高档企业和甲级写字楼；亦有人认为开发过程中过于重视商业发展而忽视文化属性。2016年的一项研究认为四川北路已经不再是上海三大商业街之一，研究者认为主要原因在于交通疏导过程中过于重视车行过境交通又缺乏停车设施，且步行体验被忽视，而受访市民则普遍表示购物方式的变化、电商冲击、缺乏特色亦为主要问题。虹口区政府则希望四川北路商业街的业态能够服从“北外滩建设发展大局”并进行相应调整。

## 交会道路
四川北路作为一条南北向的主要道路，与数条道路相交汇。其由南至北分别为：
| - 北苏州路 - 天潼路 - 南崇明路 - 崇明路 - 武昌路 - 塘沽路 - 昆山花园路 - 昆山路 - 海宁路 | - 武进路 - 衡水路 - 虬江支路 - 虬江路 - 邢家桥南路 - 厚德路 - 川公路 - 东宝兴路 - 海伦西路 | - 秦关路 - 多伦路 - 长春路 - 溧阳路 - 山阴路 - 甜爱路 - 多伦路、东江湾路 - 甜爱支路 - 黄渡路 | - 东江湾路 |